# La Nouvelle Ève (cabaret)
Pour les articles homonymes, voir La Nouvelle Ève.
La Nouvelle Ève est un cabaret  parisien situé 25 rue Pierre-Fontaine dans le 9e arrondissement.

## Historique
La petite salle de 250 places est ouverte le  24 décembre 1897 sous le nom de Champ-de-Foire avant d'être reprise la saison suivante par le mime Séverin qui ressuscite les Funambules du « boulevard du Crime ». En 1901, Frédéric de Chirac y organise quelques spectacles licencieux qui lui valent une fermeture administrative[réf. nécessaire]. Après avoir été brièvement le théâtre Sans-Gêne, puis la Comédie-Parisienne, la salle rouvre en 1903 après agrandissement sous le nom de Fantaisies-Parisiennes et la direction de Charles Dermez. En 1910, elle se consacre successivement au théâtre d'art sous le nom de Petit-Théâtre puis à l'opérette sous celui de théâtre des Fantaisies, programmant les premières œuvres d'Albert Willemetz et d'Yves Mirande.
L'acteur Camille Choisy reprend la direction en 1911 et la baptise Nouveau-Théâtre. En 1912, Alex Mendrès et G. Grillière y montent plusieurs pièces sous l'appellation Nouvelle-Comédie. Choisy cède la salle en 1915 au plus fort de son succès pour reprendre le Grand-Guignol. La même année, l'artiste de music-hall Paul Senga programme les tours de chant de vedettes de l'époque comme Damia, Georgius et Gaby Montbreuse. Très brièvement intitulé théâtre Balzac sous la direction du dramaturge Jean d'Astorg en 1920, le lieu revient à la chanson avec Marjal et Polaire en tant que concert Marjal.
Après d'importants travaux de rénovation la salle rouvre le 16 décembre 1923 sous le nom de théâtre Fontaine. Son nouveau directeur, l'acteur belge Léo Berryer, programme Les Morphinomanes, drame réaliste de René Maillard qui totalise 250 représentations. Le bail est sous-loué l'année suivante par Marcel Nancey qui y transfère son théâtre des Deux-Masques, concurrent du Grand-Guignol. Quelques mois plus tard, Berryer consacre le lieu à la revue nue sous le nom de Gaîty-Théâtre (en référence au Gaité-Théâtre de Bruxelles qu'il dirige parallèlement depuis plusieurs années). Le succès ne se démentit pas jusqu'au début des années 1930. Souhaitant faire évoluer la programmation pour contrer la concurrence du Moulin Rouge voisin, Berryer entreprend de nouveaux travaux qui permettent de faire passer la jauge à 350 places. La salle rouvre le 28 novembre 1930 sous le nom de théâtre Varia mais la nouvelle formule connaît un échec cuisant et Berryer décide de passer la main. Le théâtre Fontaine réapparait le 3 mars 1931 et renoue avec le théâtre traditionnel accueillant des artistes comme Marcel Herrand, Jany Holt, Michèle Alfa, etc. En 1933, Paula Maxa, ancienne égérie du  Grand-Guignol, tente d'y imposer en vain un théâtre du Vice et de la Vertu, remplacé un mois plus tard par le théâtre du Sex-Appeal, puis par le théâtre Balieff (du nom du chorégraphe russe qui le dirige), qui ne réussissent pas mieux. En 1934, André Waller, ancien bras-droit de Berryer, est de retour, fort de sa réussite au théâtre de Dix-Heures, mais cède rapidement la place à Marcel Nancey et son nouveau théâtre des Deux-Masques, désormais dévolu aux pièces à suspense. Malgré le succès, le théâtre ferme 1er août 1938, Nancey préférant se consacrer au théâtre Comœdia dont il a la charge depuis 1920. Il rouvre très brièvement durant l'Occupation sous le nom de Folies-Montmartre.
En 1949, René Bardy, propriétaire du cabaret Ève place Pigalle, rachète le lieu qu'il rebaptise La Nouvelle Ève. Entièrement redécoré en style Belle Époque par l’architecte Maurice Gridaine et le décorateur Rigal, le lieu est désormais consacré à la revue, les fauteuils ayant fait place à des tables pouvant accueillir 280 convives lors de dîners-spectacles. Pierre Brice y sera taxi-boy avant d'entamer sa carrière d'acteur. En 1966, Bernard et Adrien Pierini en deviennent propriétaires.

## Description
- Scène : 7,70 m (l) x 4,30 m (h) x 5,70 m (p)
- Salle : 280 couverts

## Iconographie
- La Nouvelle Ève, cabaret dansant, spectacle, affiche de Paul Colin, vers 1950.